# دييغو دي هايدو
دييغو دي هايدو (1555-19 مارس 1613)، مؤرخ إسباني ولد في وادي كارانسا في جبال البرانس على الحدود الفرنسية الإسبانية. ينتمي إلى عائلة عريقة من مقاطعة البسكاي في بلاد الباسك، وحاول العودة بأصوله إلى الفتوحات الإسلامية الأولى. أحد أقاربه تمكن أن يصبح رئيس أساقفة باليرمو، وهذا ما جذبه إلى صقلية.
أصبح قسيسا، ثم رئيس الدير في فرومستا Fromesta. كان قصر رئيس الأساقفة مكانا للعديد من الأسرى المسيحيين الذين تم افتداؤهم من الأسر في أفريقيا، واعتمادا على رواياتهم تمكن دييغو دي هايدو من تأليف أعماله.
في بعض الأحيان كان هو نفسه الشاهد على الأحداث لأنه أمضى عدة سنوات في الجزائر في الفترة من 1578 إلى 1581.
يؤكد رجل الدين والمؤرخ بيار دان Pierre في كتابه المخطوط (الموجود في مكتبة مازارين، رقم 1919). «الأسرى المشهورون» أنه أسِر في الجزائر العاصمة.

## مولَفاته
- طوبوغرافيا الجزائر وتاريخها العام Topografía e historia general de Argel.
- تاريخ ملوك الجزائر  1612 Épitome de los Reyes de Argel
- عن الأسْر في الجزائر العاصمة 1612